# Berzosa del Lozoya
Berzosa del Lozoya és un municipi de la Comunitat de Madrid. El 2023 tenia 279 habitants.